# Matej Jovan
Matej Jovan (ur. 15 kwietnia 1970 w Radovljicy) – słoweński narciarz alpejski reprezentujący też Jugosławię, dwukrotny medalista mistrzostw świata juniorów.

## Kariera
Po raz pierwszy na arenie międzynarodowej Matej Jovan pojawił się w 1987 roku, kiedy wystąpił na mistrzostwach świata juniorów w Sälen. Zajął tam 24. miejsce w gigancie oraz 14. miejsce w slalomie. Jeszcze dwukrotnie startował na imprezach tego cyklu, największe sukcesy osiągając podczas mistrzostw świata juniorów w Aleyska w 1989 roku, gdzie zdobył dwa medale. Najpierw zajął trzecie miejsce w supergigancie, w którym wyprzedzili go jedynie Tommy Moe z USA oraz Włoch Alex Mair. Następnie wywalczył srebrny medal w kombinacji, rozdzielając na podium Tommy'ego Moe i Daniela Brunnera ze Szwajcarii.
W zawodach Pucharu Świata pierwsze punkty wywalczył 27 stycznia 1996 roku w Sestriere, zajmując trzynaste miejsce w slalomie. Nigdy nie stanął na podium zawodów pucharowych; nigdy też nie poprawił wyniku z Sestriere. Najlepsze wyniki osiągał w sezonie 1996/1997, kiedy zajął 116. miejsce w klasyfikacji generalnej. Nie startował na mistrzostwach świata ani igrzyskach olimpijskich. Dwukrotnie zdobywał mistrzostwo Słowenii, zwyciężając w zjeździe i kombinacji w 1995 roku.

## Osiągnięcia

### Mistrzostwa świata juniorów
| Miejsce | Dzień       | Rok  | Miejscowość          | Konkurencja | Czas biegu  | Strata  | Zwycięzca           |
| ------- | ----------- | ---- | -------------------- | ----------- | ----------- | ------- | ------------------- |
| 14.     | 21 marca    | 1987 | Sälen                | Slalom      | 1:50,95 min | +5,71 s | Roger Pramotton     |
| 24.     | 22 marca    | 1987 | Sälen                | Gigant      | 2:31,70 min | +4,37 s | Thomas Wolf         |
| 27.     | 27 stycznia | 1988 | Madonna di Campiglio | Zjazd       | 1:33,15 min | +2,65 s | Kaspar Gilgenrainer |
| 33.     | 28 stycznia | 1988 | Madonna di Campiglio | Supergigant | 1:35,26 min | +3,27 s | Jeremy Nobis        |
| 14.     | 5 kwietnia  | 1989 | Aleyska              | Zjazd       | 1:28,93 min | +1,68 s | Ed Podivinsky       |
| 3.      | 6 kwietnia  | 1989 | Aleyska              | Supergigant | 1:17,59 min | +1,26 s | Tommy Moe           |
| 14.     | 7 kwietnia  | 1989 | Aleyska              | Gigant      | 2:17,20 min | +3,97 s | Jeremy Nobis        |
| 2.      | 8 kwietnia  | 1989 | Aleyska              | Kombinacja  | ?           | ?       | Tommy Moe           |

### Puchar Świata

#### Miejsca w klasyfikacji generalnej
- sezon 1995/1996: 119.
- sezon 1996/1997: 116.

#### Miejsca na podium w zawodach
Jovan nigdy nie stanął na podium zawodów PŚ.